# Іржавий фельдмаршал
Іржавий фельдмаршал (рос. Ржавый фельдмаршал) — науково-фантастична повість російського радянського письменника-фантаста Кира Буличова. Повість входить до циклу творів про Алісу Селезньову. Уперше повість надрукована у 1968 році в збірці «Мир приключений 14» під назвою «Острів іржавого лейтенанта», пізніше неодноразово перевидавалась під назвами «Острів іржавого лейтенанта» та «Острів іржавого генерала», після 1991 року автор суттєво переробив текст повісті, після чого вона видавалась під назвою «Іржавий фельдмаршал». У повісті розповідається про подорож Аліси Селезньової до Чорного моря, та її зіткнення з бойовими роботами, що збереглися з минулого.

## Сюжет

### Початковий варіант
У Аліси Селезньової розпочались літні канікули. Незважаючи на заборону батька, вона бере з дому мієлофон, щоб спробувати читати думки дельфінів у дельфінарії. Пізніше в цей же день вона на вулицях Москви стикається з групою дідів з минулого, які виявляються роботами, яких відповідно запрограмували для зйомок історичного фільму. Кінооператор, який виявляється старим знайомим Аліси та її батьків, запрошує дівчинку на зйомки фільму, які відбуватимуться наступного дня на чорноморському узбережжі Криму. Аліса погоджується, й, не заїзджаючи додому, вона відбуває зі знімальною групою на флаєрі Москва—Сімферополь до Криму, звідки прибувають до узбережжя моря. Там Аліса із членами знімальної групи знайомляться з професором Шеїним, який приїхав до Криму зі своїм новітнім пристроєм під назвою «ТСБ-12», який може зменшувати предмети і живі істоти в майже 20 разів, при цьому допомагаючи професору вийти з власного пристрою, тому що якийсь невідомий зловмисник запхнув професора до «ТСБ-12». Далі Аліса з роботом-імітацією діда несподівано потрапляють у полон до групи бойових роботів із ХХ століття, які з середземноморського мису Сан-Боніфаціо за випадковим збігом обставин потрапили на Чорне море, та зуміли закріпитись на маленькому острівці біля берегів Криму. Роботи-солдати розбивають робота-діда, Аліса зуміла сховатися на острові на короткий час, проте командир роботів, який сам себе підвищив до лейтенанта, зумів її виявити. За допомогою двох роботів професора Шеїна Аліса знову втікає та ховається на старій баржі, проте роботи продовжують її пошуки, після чого вона вирішує втекти з баржі пливти до берега. За допомогою місцевих дельфінів, які притоплюють човен з роботами-переслідувачами, їй удається дістатись до берега та попередити людей про небезпеку.

### Пізніший варіант
Пізніший варіант повісті більш наближений до сценарію фільму «Острів іржавого генерала». У цій версії першим розділом повісті додано оповідання «Новини майбутнього століття», яке вперше надруковано в 1988 році. У цьому варіанті повісті професора Шеїна та його пристрій «ТСБ-12» замінено на вчену Світлану Одиноку та прилад під назвою мінімізатор. Роботи-асистенти професора, які потрапили в полон до бойових роботів, із нового варіанту повісті випали. проте сам пристрій зіграв ключову роль у новому плані роботів, які саме за його допомогою мали намір розпочати підкорення Землі, попередньо заховавшись у мінімізаторі. У кінці повісті бойові роботи не тонуть, а разом із знешкодженим командувачем передаються для переплавки безпосередньо в мінімізаторі.

## Екранізації
У 1988 році на основі повісті режисером Валентином Ховенком знятий художній фільм «Острів іржавого генерала».

## Переклади
У 1988 році повість перекладена польською мовою, та вийшла друком під назвою «Wyspa Zardzewiałego Lejtnanta» у збірці «Dziewczynka z przyszłości». У 1991 році повість перекладена українською мовою, та вийшла друком у видавництві «Веселка» під назвою «Острів іржавого лейтенанта» у збірці «Сто років тому вперед». У 2002 році повість перекладена англійською мовою, та вийшла друком під назвою «The Rusty Field-Marshal» у збірці «Alice: The Girl from Earth».